# Ana Peleteirová
Ana Peleteirová-Compaoréová (* 2. prosince 1995) je španělská atletka, mistryně Evropy v trojskoku v hale i pod širým nebem.
V roce 2012 se stala juniorskou mistryní světa v trojskoku. V následující sezóně vybojovala třetí místo na juniorském mistrovství Evropy. Rovněž bronzovou medaili získala na halovém mistrovství světa v roce 2018. Zatímní vrcholný úspěch pro ni znamená titul halové mistryně Evropy v této disciplíně v roce 2019.
Je provdaná za francouzského trojskokanem Benjaminem Compaorém. V prosinci 2022 se jim narodila dcera. 